# Fackeltanz
Fackeltanz, ou marche aux flambeaux, est une composition musicale destinée à accompagner une procession aux flambeaux, traditionnelle pour accompagner les festivités de mariage dans les cours princières d'Allemagne aux XVIIIe et XIXe siècles notamment.

## Histoire
Fackeltanz (de l'allemand), également connu en français sous l'appellation « marche aux flambeaux » (ou Torch Dance en anglais), désigne la procession aux flambeaux qui se déroulait dans certaines cours allemandes lors d'occasions officielles comme les mariages de membres de la famille régnante, et la musique l'accompagnant,.
Composée pour fanfare ou musique militaire,, l’œuvre accompagne une danse de procession, parente de la polonaise, et comporte généralement une première et une dernière partie forte, ainsi qu'un trio doux.
Parmi les compositeurs ayant pratiqué ce genre musical figurent Friedrich von Flotow, outre Gaspare Spontini et Giacomo Meyerbeer, qui en ont chacun écrit quatre pour les mariages de la famille royale de Prusse,.